# Etiocholanolon
Etiocholanon ist eine chemische Verbindung aus der Gruppe der Steroide und das 5β-Epimer von Androsteron.

## Vorkommen
Etiocholanon wurde in Moschus nachgewiesen. Es gehört neben Androsteron zu den Hauptmetaboliten des Testosterons und Dihydrotestosterons.

## Eigenschaften
Etiocholanon verursacht bei Injektion Fieber und weitere Effekte.